# Kraghuva

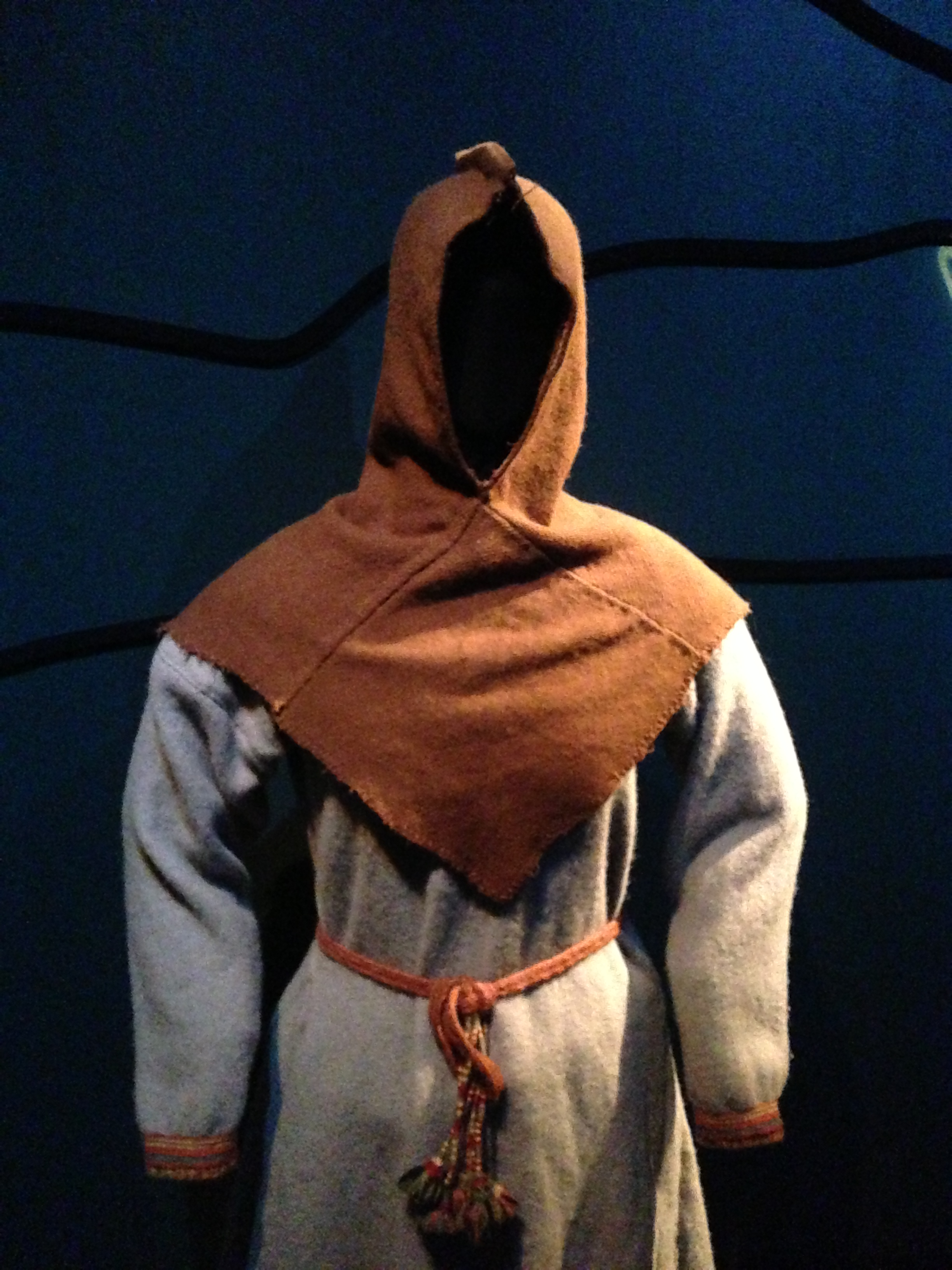
Kraghuvan hos Skjoldehamnsdräkten.

Kraghuva är en främst europeisk medeltida huvudbonad bestående av en enkel huva med krage över axelpartiet, ungefär som ett struthätta utan strut, ibland kallat Kapuschong. Kragen kan vara öppen framtill med någon form av stängningsförmåga (knappar, snöre) eller av stängd typ som behöver dras över huvudet.
Kraghuvan var vanlig under medeltiden och senare och användes under en längre period än den mer modebetonade struthättan. Skjoldehamnsdräkten innefattar bland annat en kraghuva.

## Liknande plagg
- Kapuschong
- Kåpa (plagg)
- Struthätta